# 26356 Aventini
26356 Aventini (1998 YE10) là một tiểu hành tinh vành đai chính được phát hiện ngày 16 tháng 12 năm 1998 bởi L. Tesi và A. Boattini ở San Marcello Pistoiese.